# Гимн Южного Судана
Гимн Южного Судана — официальный гимн Южного Судана. Выбран в результате конкурса на гимн в августе 2010 года. Музыка для гимна была написана студентами и преподавателями университета Джубы.

## Текст
Oh God

We praise and glorify you

For your grace on South Sudan,

Land of great abundance

Uphold us united in peace and harmony.

Oh motherland

We rise raising flag with the guiding star

And sing songs of freedom with joy,

For justice, liberty and prosperity

Shall forever more reign.

Oh great patriots

Let us stand up in silence and respect,

Saluting our martyrs whose blood 

Cemented our national foundation,

We vow to protect our nation

Oh God bless South Sudan.

## Приблизительный перевод на русский язык
О Боже,

Мы восхваляем и прославляем Тебя 

За Твою милость к Южному Судану,

Земле великого изобилия.

Поддержи нас объединёнными, в мире и гармонии.

Отечество, 

Мы поднимаемся, поднимая флаг с ведущей нас звездой 

И с радостью поём песни свободы. 

Пусть правосудие, свобода и процветание 

Будут править всегда. 

О великие патриоты, 

Давайте встанем в тишине 

И почтим память наших мучеников, чья кровь 

Сплотила наше национальное единство. 

Мы клянёмся защищать нашу нацию. 

О Боже, благослови Южный Судан.